# LK-99
LK-99 és un compost sintètic sòlid d'aspecte negre-grisós d'estructura atòmica hexagonal, creat a partir del plom apatita amb l'addició de coure (Pb10−xCux(PO4)6O).
Investigat per un equip dirigit per Sukbae Lee (en coreà, «이석배») i Ji-Hoon Kim («김지훈») de l'Institut de Ciència i Tecnologia de Corea (ICTC) generà molt ressò mediàtic internacional el 26 de juliol del 2023, quan una prepublicació a ArXiv afirmà que actuava com a superconductor a temperatura ambient. El consens creixent a partir de la impossibilitat de replicar el efectes per part de múltiples estudis independents a l'anteriorment esmentat és que no posseeix capacitat superconductiva a cap temperatura.

## Denominació
El nom LK-99 prové de les inicials dels descobridors, Lee i Kim, i de l'any del descobriment i a partir del qual van començar a treballar en el material en qüestió (1999). La parella havia estat originalment treballant amb el professor Choi Dong-Shik («최동식») a la Universitat de Corea durant la dècada de 1990.
La idea guanyà un renovat interès d'ençà que un patrocinador industrial prengué un cert lideratge i col·laboració l'any 2018; fou llavors quan dos nous investigadors es van unir al projecte.

## Història de la publicació
La troballa es va presentar originalment per a ser publicada a Nature l'any 2020, però fou rebutjada pel seu comitè editorial. Una investigació similar sobre superconductors a temperatura ambient, obra de Ranga P. Dias, ja s'havia publicat a Nature a principis d'aquell any, però fou rebuda amb escepticisme. El document de Dias, tanmateix, fou retirat de la revista el 2022 després que es trobés que les seves dades havien estat falsificades.
Els investigadors coreans Sukbae Lee i Ji-Hoon Kim van presentar una sol·licitud de patent el 2021 que es va publicar el 3 de març del 2023. Un mes més tard, el 4 d'abril, el Centre de Recerca de l'Energia Quàntica coreà va seguir aquesta línia i va presentar una sol·licitud de marca comercial coreana per a LK-99. El mateix any, es van publicar una sèrie de prepublicacions acadèmiques (sense revisió per parells) a ArxiV que resumien la troballa inicial, amb un total de set autors en quatre publicacions. Aquests resultats, endemés, es van enviar a la revista APL Materials el 23 de juliol de 2023 per a la seva revisió externa.

## Possibles aplicacions
Els superconductors d'electricitat tenen en general l'inconvenient que requereixen un entorn de molt baixa temperatura per a ser efectius i no oferir resistència al pas del corrent elèctric. En el cas del LK-99, en el cas que es demostrés la seva viabilitat, podria funcionar a temperatura ambient i tenir aplicacions com ara carregar la bateria del mòbil en un segon, facilitaria el desenvolupament d'ordinadors quàntics domèstics i abaratiria les màquines de ressonància magnètica o els trens de levitació magnètica.

## Reacció pública
A 26 de juliol de 2023, després de la revolada pública i mediàtica internacional sobre l'assumpte, les propietats mesurades no demostraven que LK-99 fos cap superconductor, atès que no explicaven completament com podia canviar la magnetització de LK-99, ni tampoc la seva capacitat calorífica específica. Una explicació plausible al fet que interactués als imants podria ser el diamagnetisme.
Els dies posteriors a les prepublicacions i el ressò general, l'experiment encara no s'havia replicat més enllà dels dos laboratoris coreans dels autors de les obres. Tanmateix, alguns grups independents van començar a intentar reproduir-ne la síntesi química. Hyun-Tak Kim, col·laborador del projecte al Colledge of William and Mary, es va oferir a ajudar a qualsevol grup que intentés replicar els resultats.